# Bérgyilkos Mary
A Bérgyilkos Mary (eredeti cím: Proud Mary) 2018-as amerikai akció-thriller, amelyet Babak Najafi rendezett John S. Newman és Christian Swegal forgatókönyvéből. A főszerepben Taraji P. Henson, Jahi Di'Allo Winston, Billy Brown, Danny Glover, Neal McDonough, Xander Berkeley és Margaret Avery látható.
A film 2018. január 12-én került a mozikba a Screen Gems forgalmazásában, amely egyben a filmet gyártó cége is volt. Általánosságban negatív véleményeket kapott a kritikusoktól, és 21 millió dolláros bevételt ért el.

## Szereplők
| Szerep        | Színész              | Magyar hang     |
| ------------- | -------------------- | --------------- |
| Mary Goodwin  | Taraji P. Henson     | Nádasi Veronika |
| Danny         | Jahi Di'Allo Winston | Pál Dániel Máté |
| Tom Spencer   | Billy Brown          | Schmied Zoltán  |
| Benny Spencer | Danny Glover         | Vass Gábor      |
| Bácsi         | Xander Berkeley      | Tarján Péter    |
| Walter        | Neal McDonough       | Dózsa Zoltán    |
| Mina          | Margaret Avery       | Réti Szilvia    |
| Luka          | Rade Serbedzija      | Törköly Levente |
| Reggie        | Erik LaRay Harvey    | Konfár Erik     |

## Bevétel
Az Amerikai Egyesült Államokban és Kanadában a Bérgyilkos Mary 2018. január 12-én került a mozikba The Commuter – Nincs kiszállás, a Paddington 2. és A Pentagon titkai széles körű forgalmazása mellett, és a nyitóhétvégén 2125 moziból 20 millió dollár körüli bevételt jósoltak. Az első napon 3,2 millió dollárt, a hétvégén pedig 10 millió dollárt keresett, ezzel a 8. helyen végzett a pénztáraknál, és az utolsó lett az új filmek között.

## Fordítás
- Ez a szócikk részben vagy egészben  a   Proud Mary (film) című angol Wikipédia-szócikk fordításán alapul.  Az eredeti cikk szerkesztőit annak laptörténete sorolja fel. Ez a jelzés csupán a megfogalmazás eredetét és a szerzői jogokat jelzi, nem szolgál a cikkben szereplő információk forrásmegjelöléseként.